# اندیس سیلیس رنگی شاطری نصرت آباد
سیلیس رنگی شاطری نصرت آباد یک اندیس غیرفلزی است که در حوالی شهر زاهدان استان سیستان و بلوچستان قرار دارد و مادهٔ معدنی موجود در آن، سیلیس است.سنگ میزبان این اندیس آذرین خروجی و تراورتن است و دیرینگی آن به دوران ائوسن می‌رسد.